# Ben Sahar
Ben Sahar (Hebreeuws: בן שׂהר) (Holon, 10 augustus 1989) is een Israëlisch voetballer die bij als aanvaller speelt. Op basis van zijn afkomst bezit hij ook de Poolse nationaliteit.

## Clubcarrière

### Jeugd
Ben Sahar begon met voetbal in het Israëlisch dorp waar hij opgroeide. Later speelde hij voor VRC Modi'in. Daarna belandde hij in de Sportop Football Academy, voordat hij in de jeugdopleiding van Hapoel Tel Aviv terechtkwam. Ben Sahar wordt beschouwd als een van de grootste talenten van Israël. Als Ben Sahar zestien jaar oud is, wordt hij voor ruim 400.000 euro aangetrokken door de Engelse topclub Chelsea FC, waar hij met ingang van het seizoen 2006/07 zal spelen.

### Chelsea FC
Bij Chelsea werd de jonge onervaren aanvaller nog niet in staat geacht deel uit te maken van het basiselftal. Op 6 januari 2007 maakte Ben Sahar zijn debuut voor The Blues, toen hij inviel voor Salomon Kalou in een bekerwedstrijd tegen Macclesfield Town FC. Hij stond dat seizoen regelmatig in het basiselftal van het tweede elftal van Chelsea en kwam tot drie optredens in de hoofdmacht.
Omdat Ben Sahar in het seizoen 2007/2008 weinig speeltijd zou krijgen, werd in overleg met Chelsea besproken de jonge speler tijdelijk te verhuren. Vanaf de zomer van 2007 zal Sahar spelen voor Queens Park Rangers FC. Bij Queens Park Rangers beleefde Ben Sahar een goede voorbereiding, met onder meer een doelpunt tegen Fulham in de 2-1-overwinning. Geplaagd door blessures wist hij slechts tot negen officiële wedstrijden te komen. Vanaf 21 januari werd hij door Chelsea verhuurd aan Sheffield Wednesday, waar hij 12 wedstrijden - waarvan vier als invaller - zou spelen en daar 3 doelpunten wist te maken. Aan het einde van het seizoen keerde Ben Sahar terug naar Chelsea, waar zijn kansen op een basisplaats, door de aanwezigheid van veel vedetten, nog steeds gering zouden zijn. Wederom ging Chelsea in gesprek met andere clubs om de speler te verhuren, waaronder N.E.C.. Diverse media meldden op 12 juni 2008 dat Ben Sahar vanaf het seizoen 2008/09 ervaring op zou doen in de Eredivisie. Op het laatste moment ketste de huurovereenkomst af en vertrok de speler naar Portsmouth FC, de bekerwinnaar van 2008.

### De Graafschap
In december 2008 deed FC Utrecht een poging om Sahar te huren. Op 2 januari 2009 maakte De Graafschap bekend de Israëlische spits voor een half jaar te huren van Chelsea. Hij zou meteen aan de Doetinchemse selectie worden toegevoegd en werd voor de duur van een half jaar gehaald. Tijdens zijn debuut op 17 januari tegen Willem II, maakte hij meteen zijn eerste treffer, door de bal in de kruising te krullen, waarna hij direct werd verkozen tot Man of the Match. In 16 wedstrijden scoorde de aanvaller vijf keer. Desondanks kon Sahar de degradatie van De Graafschap uit de Eredivisie niet voorkomen.

### RCD Espanyol
Sahar tekende een contract voor vier seizoenen bij Espanyol. Met de overgang was zo'n één miljoen euro gemoeid. In zijn eerste (vriendschappelijke) wedstrijd voor Espanyol, scoorde Sahar twee keer. Mede hierdoor won Espanyol van Liverpool FC en werd hij door het publiek gekozen tot 'man van de wedstrijd'. Zijn eerste competitiedoelpunt maakte hij op 23 september 2009, in een wedstrijd tegen Málaga CF.

### Hapoel Tel Aviv
De manager van Sahar vond dat zijn cliënt niet genoeg aan spelen toekwam en forceerde in de zomer van 2010 een tijdelijke terugkeer naar jeugdliefde Hapoel Tel Aviv. Mede door twee goals van Sahar in de voorrondes van de UEFA Champions League, behaalde Hapoel de groepsrondes van de Champions League. In de competitie kwam Sahar moeilijker tot scoren, waardoor zijn terugkeer beperkt bleef tot één jaar.

### AJ Auxerre
Het seizoen erop werd Sahar voor een jaar verhuurd aan AJ Auxerre. Ook hier kon Sahar zijn draai niet vinden, met drie doelpunten in 21 wedstrijden.

### Hertha BSC
Nadat zijn contract afgelopen was bij Espanyol, koos Sahar ervoor om voor Hertha BSC te gaan spelen. Hoewel Sahar niet veel scoorde (2 doelpunten in 18 wedstrijden), promoveerde de club aan het einde van het seizoen door kampioen te worden van de 2. Bundesliga. In de tweede helft van het seizoen 2013/14 werd hij verhuurd aan Arminia Bielefeld.

### Willem II
Omdat Sahar weinig perspectief op speeltijd had bij Hertha BSC, vertrok hij ondanks een doorlopend contract transfervrij. Op 21 juli 2014 tekende hij een eenjarig contract (met een optie op nog een jaar) bij het dan net naar de Eredivisie gepromoveerde Willem II. Daarmee eindigde hij dat jaar als nummer negen van de Eredivisie, waar hij zelf in 33 competitiewedstrijden en met zeven doelpunten aan bijdroeg. Willem II lichtte daarna de optie in zijn contract niet, waardoor hij transfervrij werd.

### Hapoel Beër Sjeva
Sahar tekende in juli 2015 een contract tot medio 2018 bij Hapoel Beër Sjeva.

## Interlandcarrière

### Israël -21
Op 7 oktober 2006 maakt Ben Sahar zijn debuut voor Israël -21, in een kwalificatiewedstrijd voor het EK 2007 tegen Frankrijk -21. Hij scoorde en zorgde er mede voor dat Frankrijk zich niet kwalificeerde. In 2007 speelde de 17-jarige Ben Sahar mee met Israël -21 op het Europees kampioenschap voetbal onder de 21 jaar in Nederland. Na een 1-0-verlies tegen Nederland en België en een 4-0 nederlaag tegen Portugal, bleef Israël steken in de groepsfase.

### Israël
Op 7 februari 2007 maakte de zeventienjarige Ben Sahar zijn debuut voor Israël in de oefenwedstrijd tegen Oekraïne. Hiermee werd de Israëliër de jongste debutant ooit in het nationale elftal. Tevens werd hij de jongste doelpuntenmaker ooit voor Israël, door op 24 maart 2007 te scoren tegen Estland (4–0). Het record voor jongste debutant ooit werd op 26 februari 2008 verbroken door de toen zestienjarige Gai Assulin.

## Erelijst
Chelsea FC
- FA Cup

2007
- League Cup

2007
 Hertha BSC
- 2. Bundesliga

2013